# Annie (film fra 1999)
 For alternative betydninger, se Annie. (Se også artikler, som begynder med Annie)
Annie er en amerikansk musikalsk komediedramafilm for fjernsyn fra 1999 fra The Wonderful World of Disney, tilpasset fra Broadway-musicalen af samme navn fra 1977 af Charles Strouse, Martin Charnin og Thomas Meehan, som igen er baseret på tegneserien Little Orphan Annie fra 1924 af Harold Gray.
Det er den første genindspilning og den anden filmatisering af musicalen efter biograffilmen fra 1982 med Aileen Quinn, Carol Burnett og Albert Finney i hovedrollerne.[kilde mangler]
Den blev instrueret af Rob Marshall, skrevet af Irene Mecchi og produceret af Walt Disney Television, Columbia TriStar Television, Storyline Entertainment og Chris Montan Productions. Annie markerer det første filmsamarbejde mellem The Walt Disney Company og Columbia Pictures, siden Columbia distribuerede Disneys Silly Symphony-filmserie samt Mickey Mouse tegnefilmserien fra 1929 til 1932. Den har Kathy Bates, Alan Cumming, Audra McDonald, Kristin Chenoweth, Victor Garber, Andrea McArdle i hovedrollerne og introducerer Alicia Morton som karakteren, Lalaine som Kate, Danielle Wilson som Duffy, Sarah Hyland som Molly, Erin Adams som Tessie, Nanea Miyata som July og Marissa Rago som Pepper.
Annie havde premiere på ABC den 7. november 1999. Programmet, som var et sjældent partnerskab mellem Columbia TriStar Television og Walt Disney Television, viste sig at være populært under den første udsendelse, med anslået 26,3 millioner seere, hvilket gør det til det næstmest- så Disney-film, der nogensinde blev sendt på ABC bag Askepot (1997). Denne version vandt to Emmy-priser og en George Foster Peabody-pris. Det ville blive efterfulgt af en tredje filmatisering af musicalen i 2014 og en fjerde tilpasning, der var en live NBC-produktion af musicalen.